# Steinhühner
Steinhühner (Alectoris) sind eine Vogelgattung aus der Familie der Fasanenartigen (Phasianidae), die zur Ordnung der Hühnervögel (Galliformes) gehört.

## Physiognomie
Steinhühner sind kräftig gebaute Vögel mit kurzem Hals, großem Kopf, kurzem, auf der Firste gewölbtem Schnabel, mittelhohem Fuß mit stumpfem Sporn oder mit einer den Sporn andeutenden Hornwarze, mittellangem Flügel und ziemlich langem Schwanz. Systematisch stehen sie den Sandhühnern sehr nahe.

## Verbreitung
Am weitesten verbreitet unter den Steinhühnern ist das Chukarhuhn, das über lange Zeit als eine Art gemeinsam mit dem Steinhuhn beschrieben wurde. Aufgrund des sehr unterschiedlichen Stimmrepertoires hat sich mittlerweile jedoch durchgesetzt, hier zwei Arten zu unterscheiden.
Das Rothuhn kam bis ins 16. Jahrhundert auch in Deutschland im Rhein-, Neckar- und Aartal vor. Es starb dort jedoch um 1560 aus, nachdem damals eine Klimaverschlechterung eintrat. Eingebürgert ist es dagegen in Großbritannien, wo es seit 1770 zum Jagdwild zählt.
Das Przewalskisteinhuhn, das Felsenhuhn, das Schwarzkopfsteinhuhn und das Philbysteinhuhn sind endemische Arten, die dem Chukarhuhn sehr gleichen, die jedoch nur in eng begrenzten Gebieten vorkommen.

## Das Steinhuhn als Jagdwild, Nutz- und Haustier
Das Steinhuhn ist sehr leicht zähmbar und seinem Halter und Standort treu, weswegen es in Indien, China, Afghanistan, der Türkei und anderen südlichen Ländern zum Teil zum Haustier geworden ist. Die Tiere werden auch wegen der Eier und des Fleischs gezüchtet, auf die Weide getrieben, laufen frei in Haus und Garten umher und werden auch zu Kampfspielen benutzt. Man hält sie wegen ihres angenehmen Gesanges in sehr engen, kegelförmigen Käfigen. In Griechenland und der Türkei glaubt man, dass sie einen Schutz gegen Zauberei bieten. Das Steinhuhn wird auch als Jagdwild angesehen.

## Arten
- Chukarhuhn (A. chukar)

Die Verbreitungsgebiete der Steinhühner

- Steinhuhn (A. graeca) – das Alpensteinhuhn ist eine Unterart des Steinhuhns
- Przewalskisteinhuhn (A. magna)
- Rothuhn (A. rufa)
- Schwarzkopfsteinhuhn (A. melanocephala)
- Philbysteinhuhn (A. philbyi)
- Felsenhuhn (A. barbara)